# Super Skidmarks
 (mars 2025).
Si vous disposez d'ouvrages ou d'articles de référence ou si vous connaissez des sites web de qualité traitant du thème abordé ici, merci de compléter l'article en donnant les références utiles à sa vérifiabilité et en les liant à la section « Notes et références ».
Super Skidmarks est un jeu vidéo de course développé par Acid Software et édité par Guildhall en 1995 sur Amiga et Amiga CD32. Le jeu a bénéficié d'un portage sur Mega Drive, édité par Codemasters.
Suite de Skidmarks, le jeu reprend les ingrédients qui ont fait le succès de son prédécesseur. Le circuit est représenté en vue aérienne avec une perspective isométrique et jusqu'à quatre joueurs peuvent participer simultanément aux courses.

## Système de jeu
Le joueur est aux commandes d'un véhicule et doit parcourir des circuits le plus rapidement possible contre des adversaires.
Le jeu propose différents modes :
- Compétition (Match Race) : permet de s'affronter avec un différents véhicules sur différents circuits
- Championnat (Championship League) : une ligue entre pilotes qui s'affrontent sur 4 circuits prédéterminés.

Le jeu dispose d'un système de mots de passe permettant de sauvegarder sa progression. À chaque championnat gagné, une partie du mot de passe est révélé, dès qu'un mot est complet, il permet d'accéder à un niveau supérieur.
Dans une partie secrète, accessible en ayant complété le mode championnat, le jeu dispose d'un véhicule supplémentaire et d'un mode appelé championnat poids lourd. Il s'agit en fait d'une course déjantée et très rapide de bovins sur roues. C'est d'ailleurs ce mode qui a été choisi pour représenter la couverture du jeu.

### Véhicules
Les véhicules sont classés par difficulté croissante et ordre d'apparition dans le jeu :
- Buggy
- 4x4
- Voiture de sport
- Voiture compacte
- Formule 1
- Vache sur roues

### Circuits
Le jeu dispose de 24 circuits disponibles sur 4 surfaces : herbe, sable, terre grasse et asphalte.

### Multijoueur
Dans Super Skidmarks, la partie multijoueur est très importante, le jeu disposant de la technologie J-Cart, il est possible de jouer à 4.
Le seul mode accessible à plusieurs est le mode course, chaque joueur dirige le véhicule de sa couleur et doit terminer premier après avoir parcouru un certain nombre de tours de circuit.
L'écran peut être affiché en écran splité vertical ou horizontal, pour deux joueurs, ou bien en 4 pour 3 ou 4 joueurs.
Un mode time-warp permet également de jouer sans split de l'écran, et lorsqu'un joueur quitte la zone de l'écran visible, une pénalité de temps lui est accordée.

## La série
- 1993 - Skidmarks
- 1995 - Super Skidmarks
- 1996 - Super Skidmarks Data Disks
- 1998 - Ultimate Super Skidmarks, une compilation de Super Silly Skidmarks, Super Skidmarks EnhCD, Super Skidmarks FarmEd et Super Skidmarks +.